# De Hemmen (stins)
De Stinswier De Hemmen is een archeologische vindplaats ten westen van Industrieterrein De Hemmen in de Nederlandse stad Sneek (provincie Friesland). Het is de locatie van een stins uit de 13e of 14e eeuw.
In 2005 werd archeologisch onderzoek gedaan op de locatie. Hierbij werden resten gevonden van een donjon, die op een wier stond. De toren had grachten en een ophaalbrug. De stinswier is afgegraven en daardoor niet meer zichtbaar in het landschap maar is te dateren als 13e- tot 14e-eeuws. Er zijn ook resten gevonden die dateren uit de 8e of 9e eeuw. Op de locatie zijn verschillende aardewerk- en houtvondsten gedaan. De wier is tussen 1040 en 1260 met hout verstevigd. Schriftelijke bronnen over deze locatie zijn er niet, maar er is wel een notitie uit 1511 waarin over een wier op deze locatie wordt gesproken.
Tegenwoordig ligt deze locatie onder de snelweg A7.